# ریسه

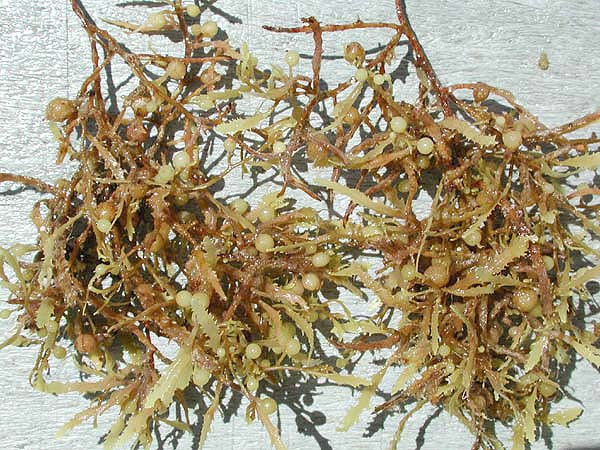
ریسه‌های سارگارسوم.

دستگاه رویشی گیاهان پست که فاقد تمایز کامل بافتی است و در حد ابتدایی باقی‌مانده‌است را ریسه (thallus) می‌نامند. بافت‌های ارگانیسم‌هایی چون جلبک، قارچ، برخی جگرواشان، گلسنگ‌ها و کپک مخاطی پلاسمودیومی از این گونه هستند.
بسیاری از این سازواره‌ها پیش از این در زمره ریسه‌داران thallophytes دسته‌بندی می‌شدند.

## ریسه‌های درون‌ریشه‌ای
این نوع از ریسه، بعد از تشکیل میخ رخنه و نفوذ به بافت ریشه توسط قارچ، تولید می‌شوند. معمولاً دارای رشد محدودی هستند که پس از تشکیل به صورت بین سلولی و درون‌سلولی در داخل بافت
ریشه رشد می‌کنند.

## ریسه‌های برون‌ریشه‌ای
این نوع از ریسه‌ها از نظر ریخت‌شناسی و عملکرد متنوع هستند و شامل ریسه‌های کلنیزه‌کننده، جذب‌کننده مواد غذایی و تولیدکننده هاگ هستند. یکی از عملکردهای اساسی آنها کلنیزه نمودن سایر بخش‌های یک ریشه، ریشه‌های گیاهان یک گونه و گیاهان گونه‌های دیگر در خاک است.